# Мобли, Хэнк
Генри (Хэнк) Мобли (7 июля 1930 — 30 мая 1986) — американский джазовый тенор-саксофонист и композитор, работал в стилях хард-боп и соул. Журналист и исследователь джаза Леонард Физер описал его как «чемпиона в среднем весе среди тенор-саксофонистов», метафорически передав особенности его стиля — не такого агрессивного, как у Джона Колтрейна, и не столь мягкого, как у Стэна Гетца. Манера игры отличалась тонкостью, мелодичностью и некоторой отрешенностью, особенно по сравнению с Сонни Роллинзом или Колтрейном. Музыкальный критик Стация Префрок отмечала, что Мобли является «одним из самых недооценённых музыкантов эры бопа».

## Биография
Мобли родился в Истмене, штат Джорджия, но вырос в городке Элизабет, штат Нью-Джерси, неподалеку от Ньюарка.
Когда в 16 лет Генри тяжело заболел и не мог выходить из дома на протяжении нескольких месяцев, дядя купил ему саксофон, чтобы помочь скоротать время, тогда Мобли и начал играть. Он попытался поступить в музыкальную школу, но ему отказали из-за того, что он не проживал в городе на постоянной основе, поэтому Генри начал изучать игру дома по книгам. В 19 лет он начал играть в местных бэндах, а месяцем позже впервые сыграл с такими известными музыкантами как Диззи Гиллеспи и Макс Роуч. Он принял участие в одной из первых записей хард-бопа наряду с Артом Блейки, Хорасом Сильвером, Дугом Уоткинсом и трубачом Кенни Дорхэмом. Сделанные тогда записи были скомпонованы под общим названием «Хорас Сильвер и the Jazz Messengers». Эта пластинка отличалась от классических образцов кул-джаза богатым блюзовым лиризмом Мобли и пугливыми мотивами Сильвера. Когда в 1956 году The Jazz Messengers распались, Мобли некоторое время продолжал играть вместе с пианистом Хорасом Сильвером, в начале 1980-х он вновь записал несколько альбомом с ударником Артом Блейки.
На протяжении 1960-х Мобли играл сольно, записав в период с 1955 по 1970 более 20 пластинок в сотрудничестве со студией Blue Note Records, в том числе альбом Soul Station (1960), считающийся его лучшим творением, а также широко известный альбом Roll Call (1960). Он выступал вместе с такими известными музыкантами стиля хард-боп, как Грант Грин, Фредди Хаббард, Сонни Кларк, Уинтон Келли и Филли Джо Джонс, а также чрезвычайно продуктивно сотрудничал с известным трубачом Ли Морганом. Мобли широко известен как один из величайших композиторов, стоявших у истоков эры хард-бопа, его почерк характеризуют интересные переходы и существенное пространство, оставляемое для импровизации солиста.
В 1961 Мобли играл некоторое время с Майлзом Дейвисом, когда тот искал замену Джону Колтрейну, Хэнк принял участие в записи студийного альбома Someday My Prince Will Come (две песни в этом альбоме записаны с участием специально вернувшегося Колтрейна), в также в нескольких концертных записях (In Person: Live at the Blackhawk и At Carnegie Hall).
Многие упрекали Мобли в неумении восхищать импровизацией, которое было коньком Колтрейна, в то время как сам Мобли прославился мелодичной игрой.
Хэнк Мобли был вынужден отойти от дел в середине 1970-х из-за проблем с лёгкими. После этого он выступил лишь два раза, в качестве приглашенного музыканта в нью-йоркском баре Angry Squire 22 и 23 ноября 1985 года в составе квартета с Дюком Джорданом. Спустя несколько месяцев, в 1986 году Хэнк Мобли скончался от пневмонии.

## Дискография

### В качестве лидера
| Название                                            |  | Год     |  | Студия    |
| --------------------------------------------------- |  | ------- |  | --------- |
| Hank Mobley Quartet                                 |  | 1955    |  | Blue Note |
| The Jazz Message of Hank Mobley                     |  | 1956    |  | Savoy     |
| Mobley's Message                                    |  | 1956    |  | Prestige  |
| Mobley's 2nd Message                                |  | 1956    |  | Prestige  |
| Jazz Message No. 2                                  |  | 1957    |  | Savoy     |
| Hank Mobley Sextet                                  |  | 1957    |  | Blue Note |
| Hank Mobley and his All Stars                       |  | 1957    |  | Blue Note |
| Hank Mobley Quintet                                 |  | 1957    |  | Blue Note |
| Hank                                                |  | 1957    |  | Blue Note |
| Hank Mobley                                         |  | 1957    |  | Blue Note |
| Curtain Call                                        |  | 1957    |  | Blue Note |
| Poppin'                                             |  | 1957    |  | Blue Note |
| Peckin' Time                                        |  | 1958    |  | Blue Note |
| The Complete Blue Note Hank Mobley Fifties Sessions |  | 1955-58 |  | Mosaic    |
| Soul Station                                        |  | 1960    |  | Blue Note |
| Roll Call                                           |  | 1960    |  | Blue Note |
| Workout                                             |  | 1961    |  | Blue Note |
| Another Workout                                     |  | 1961    |  | Blue Note |
| No Room for Squares                                 |  | 1963    |  | Blue Note |
| The Feelin's Good                                   |  | 1963    |  | Blue Note |
| Straight No Filter                                  |  | 1963    |  | Blue Note |
| The Turnaround!                                     |  | 1965    |  | Blue Note |
| Dippin'                                             |  | 1965    |  | Blue Note |
| A Caddy for Daddy                                   |  | 1965    |  | Blue Note |
| A Slice of the Top                                  |  | 1966    |  | Blue Note |
| Hi Voltage                                          |  | 1967    |  | Blue Note |
| Third Season                                        |  | 1967    |  | Blue Note |
| Far Away Lands                                      |  | 1967    |  | Blue Note |
| Reach Out                                           |  | 1968    |  | Blue Note |
| The Flip                                            |  | 1969    |  | Blue Note |
| Thinking of Home                                    |  | 1970    |  | Blue Note |
| Breakthrough!                                       |  | 1972    |  | Muse      |

### В качестве сайдмена
```

```

| В составе Jazz Messengers Арта Блейки - At The Cafe Bohemia, Vol. 1 (1955) Blue Note - At The Cafe Bohemia, Vol. 2 (1955) Blue Note - The Jazz Messengers (1956) Columbia - Originally (Columbia, 1956 [1982]) - The Cool Voice Of Rita Reys (1956) Colombia - At the Jazz Corner of the World (Blue Note, 1959) С Кенни Баррелом - All Night Long (Prestige, 1956) - K. B. Blues (Blue Note, 1957) С Дональдом Бёрдом - Byrd's Eye View (Transition, 1955) - Byrd in Flight (Blue Note, 1960) - A New Perspective (Blue Note, 1963) - Mustang! (Blue Note, 1966) - Blackjack (Blue Note, 1967) С Сонни Кларком - Dial "S" for Sonny (Blue Note, 1957) - My Conception (Blue Note, 1959) С Джоном Колтрейном, Зутом Симсом и Аль Коном - Tenor Conclave (Prestige, 1956) С Майлсом Дейвисом - Someday My Prince Will Come (Columbia, 1961) - In Person Friday Night at the Blackhawk (Columbia, 1961) - In Person Saturday Night at the Blackhawk (Columbia, 1961) - Miles Davis at Carnegie Hall (Columbia, 1961) С Кенни Дорхэмом - Afro-Cuban (Blue Note, 1955) - Whistle Stop (Blue Note, 1961) | С Кенни Дрю - This Is New (Riverside, 1957) - Undercurrent (Blue Note, 1960) С Артом Фармером - Farmer’s Market (New Jazz, 1956) С Кёртисом Фуллером - The Opener (Blue Note, 1957) - Sliding Easy (United Artists, 1959) С Диззи Гиллеспи - Afro (Norgran, 1954) - Dizzy and Strings (Norgran, 1954) - Jazz Recital (Norgran, 1955) С Грантом Грином - I Want to Hold Your Hand (1965) Blue Note with Johnny Griffin - A Blowin' Session (1957) Blue Note С Фредди Хаббардом - Goin' Up (1960) Blue Note - Blue Spirits (1965) Blue Note С Джей Джей Джонсоном - The Eminent Jay Jay Johnson Volume 2 (1955) Blue Note С Элвином Джонсом - Together! (Atlantic, 1961) with Philly Joe Jones - Midnight Walk (Atlantic, 1966) | С Ли Морганом - Introducing Lee Morgan (1956) Savoy - Lee Morgan Sextet (1957) Blue Note - Cornbread (1965) Blue Note - Charisma (1966) Blue Note - The Rajah (1966) Blue Note С Диззи Риисом - Star Bright (1959) Blue Note С Фредди Роучем - Good Move! (1963) Blue Note С Ритой Рейс - The Cool Voice of Rita Reys (Columbia, 1956) С Максом Роучем - The Max Roach Quartet Featuring Hank Mobley (1953) Debut Records - Max Roach + 4 (EmArcy, 1957) - The Max Roach 4 Plays Charlie Parker (EmArcy, 1957) - MAX (Argo, 1958) С Арчи Шеппом - Yasmina, a Black Woman (1969) BYG - Poem for Malcolm (1969) BYG С Хорасом Сильвером - Horace Silver and the Jazz Messengers (1955) Blue Note - Silver's Blue (1956) - 6 Pieces of Silver (1956) Blue Note - The Stylings of Silver (1957) Blue Note С Джимми Смитом - A Date with Jimmy Smith Volume One (1957) Blue Note - A Date with Jimmy Smith Volume Two (1957) Blue Note |